# Wallace Bryant
Wallace Gordon Bryant jr. (Torrejón de Ardoz, 14 luglio 1959) è un ex cestista e allenatore di pallacanestro statunitense, professionista nella NBA, in Italia, Spagna e Argentina.

## Carriera
È stato selezionato dai Chicago Bulls al secondo giro del Draft NBA 1982 (30ª scelta assoluta).

## Palmarès
- Campionato spagnolo: 1

Barcellona: 1986-87
- Copa del Rey: 1

Barcellona: 1987
- Coppa dei Campioni: 1

Pall. Cantù: 1982-83
- Coppa Korać: 1

Barcellona: 1986-87
- Coppa Intercontinentale: 1

Pall. Cantù: 1982
- Supercoppa europea: 1

Barcellona: 1986